# ديسقوريا أذينية
ديسقوريا أذينية (الاسم العلمي:Dioscorea auriculata) هي نوع من النباتات تتبع جنس الديسقوريا من الفصيلة الديسقورية.